# Радино (Рязанская область)
Радино — деревня в Клепиковском районе Рязанской области. Входит в состав Бусаевского сельского поселения.

## География
Находится в северной части Рязанской области на расстоянии приблизительно 13 км на восток по прямой от районного центра города Спас-Клепики

## История
В 1859 году здесь было учтено две деревни: Радина большая с 15 дворами и Радина малая с 4 дворамиРязанского уезда Рязанской губернии) было учтено 16 дворов, в 1897 (уже единая Радино или Бязовка) — 44.

## Население
Численность населения: 123 и 44 человека для Радина большой и малой соответственно (1859 год), 173 (1897), 18 в 2002 году (русские 100 %), 8 в 2010.